# Acroneuria ozarkensis
Acroneuria ozarkensis is een steenvlieg uit de familie borstelsteenvliegen (Perlidae). De wetenschappelijke naam van de soort is voor het eerst geldig gepubliceerd in 1991 door Poulton & Stewart.